# Парламентские выборы в Черногории (2016)
Парламентские выборы в Черногории — выборы в Скупщину Черногории, которые прошли 16 октября 2016 года.

## Электоральная система
Скупщина Черногории состоит из 81 депутата, избираемого по пропорциональной системе с закрытыми списками в едином многомандатном округе. Мандаты распределяются по методу Д’Ондта с учётом трёхпроцентного избирательного барьера. В случае если ни одна из партий, представляющих национальные меньшинства, не смогла преодолеть трёхпроцентный барьер, но несколько таких партий набрали больше 0,7 % действительных голосов, то они имеют право участвовать в распределении до трёх депутатских мандатов. Партии хорватского меньшинства, составляющего менее 2 % населения, получают по одному мандату каждая, если они набрали как минимум 0,35 % голосов.
Избирательная администрация разделена на три уровня: Государственную избирательную комиссию (ГИК), 23 муниципальных избирательных комиссий (МИК) и около 1200 участковых избирательных комиссий. ГИК — это постоянный орган, состав которого утверждается парламентом на четыре года. Она состоит из председателя и десяти постоянных членов, а также по одному представителю от участвующих в выборах избирательных списков. Четырёх членов ГИК предлагает парламентское большинство, четырёх парламентская оппозиция, одного назначает объединение национального меньшинства, которое заручилось наибольшей поддержкой на прошлых выборах среди других объединений меньшинств, а ещё один является представителем гражданского общества. Председателя ГИК назначает парламент большинством голосов, а секретаря комиссии выбирают из членов ГИК, представляющих оппозицию. Муниципальные комиссии состоят из председателя и четырёх постоянных членов, назначенных местными парламентами. Избирательные объединения, участвующие в выборах, имеют право делегировать одного представителя в каждую МИК. Председателем МИК становится представитель политической силы, получившей большинство мест в соответствующем местном совете на предыдущих выборах. Двух членов МИК назначают по предложению оппозиции, секретарём МИК становится один из них. Все члены МИК должны быть юристами по образованию. Участковые комиссии создаются за десять дней до выборов и состоят из председателя и четырёх членов, номинированными представленными в местных советах партиями и коалициями.
Все граждане, достигшие восемнадцатилетнего возраста на день голосования и проживающие в стране как минимум 24 месяца перед выборами, имеют право голоса. Граждане, имеющие право голосовать, могут выставлять свою кандидатуру, однако участие в выборах независимых кандидатов не предусмотрено. Кандидатов могут выдвигать политические партии, коалиции политических партий и инициативные группы избирателей. Списки кандидатов должны соответствовать правилу о тридцатипроцентной гендерной квоте, согласно которому среди кандидатов в списке должно быть не менее 30 % лиц одного пола. Для регистрации списка кандидатов партии или коалиции необходимо собрать определённое количество подписей избирателей, равное 0,8 % от общего числа избирателей (около 4 тысяч). Партии или инициативные группы, которые представляют национальные меньшинства, составляющие до 15 % от всего населения, должны предоставить 1 тысячу подписей. Партии и группы, которые представляют национальные меньшинства, составляющие до 2 % от всего населения, должны предоставить 300 подписей.

## Предыстория
На парламентских выборах 2012 года победу одержала «Коалиция за европейскую Черногорию» в составе Демократической партии социалистов Черногории (партии президента Филипа Вуяновича и премьер-министра Мило Джукановича), Либеральной партии Черногории и Социал-демократической партии Черногории. Коалиция получила 39 мест из 81, большая часть из них досталась Демократической партии социалистов Черногории. Крупнейшей оппозиционной коалицией стал «Демократический фронт», получивший 20 мандатов. Другая выступающая против правительства Джукановича сила, Социалистическая народная партия Черногории, смогла заполучить 9 мест в Скупщине. Третьей оппозиционной группой в парламенте стала фракция партии «Позитивная Черногория», которая в отличие от двух предыдущих оппозиционных сил поддерживает правительство Джукановича по вопросу присоединения Черногории к Европейскому союзу и Североатлантическому договору.
Впервые за 11 лет правящая коалиция из Демократической партии социалистов Черногории и Социал-демократической партии Черногории не смогла заручиться поддержкой более половины депутатов Скупщины. Для формирования правительства коалиция смогла привлечь на свою сторону партии, представляющие национальные меньшинства: «Боснякскую партию», «Албанскую коалицию» и «Хорватскую гражданскую инициативу».
Партийный состав парламента значительно изменился с момента избрания Скупщины в 2012 году. Летом 2014 года два из семи депутатов от партии «Позитивная Черногория» заявили о разногласиях с руководителем партии Дарко Пайовичем и о выходе из партии. В 2015 году многие представители «Позитивной Черногории», включая двух депутатов, присоединились к партии «Объединённое реформистское действие», возглавляемой бывшим членом Социал-демократической партии Черногории Жарко Ракчевичем. Основатели «ОРД» заявляют, что партия придерживается левоцентристских проевропейских и евроатлантических позиций и будет добиваться окончания двадцатипятилетнего правления Демократической партии социалистов Черногории. Раскол произошёл также в другой оппозиционной партии — Социалистической народной партии Черногории. На местных выборах 2014 года двадцатишестилетний кандидат от СНПЧ Алекса Бечич получил больше голосов, чем предсказывали предвыборные опросы, и хотя он не стал мэром Подгорицы, Бечич смог избраться в местный парламент. Вскоре Алекса Бечич разочаровался в СНПЧ, заявив, что у партии отсутствует ясная позиция по оппонированию правящей ДПСЧ и что у партийного руководства нет желания провести настоящее обновление партии. Алекса Бечич не смог заручиться поддержкой большинства однопартийцев и после поражения в борьбе за лидерство в партии вышел из СНПЧ и сложил полномочия депутата местного совета в феврале 2015 года. Бечич, а также последовавшие за ним три депутата Скупщины от СНПЧ основали новую политическую силу «Демократическая Черногория». Не избежала раскола и третья оппозиционная коалиция партий «Демократический фронт». Из-за разногласий внутри коалиции лидер фронта Миодраг Лекич и вице-председатель входящей в коалицию партии «Новая сербская демократия» Горан Данилович основали новую группу под названием «ДЕМОС», которая заручилась поддержкой четырёх депутатов Скупщины.
В 2015 году два министра правительства Джукановича от Социал-демократической партии Черногории вышли из партии и образовали новую политическую группу «Социал-демократы Черногории». В сентябре 2015 года председатель Социал-демократической партии Ранко Кривокапич потребовал от Мило Джукановича отправить в отставку вышедших из партии министров и предоставить Социал-демократической партии право назначить новых представителей на эти должности в соответствии с коалиционным соглашением. Мило Джуканович отказался отправить министров в отставку, объяснив это двумя причинами: во-первых, нежелательностью перестановок в правительстве накануне получения Черногорией приглашения в НАТО, а во-вторых, тем, что указанные министры являлись видными политиками в Социал-демократической партии, внёсшими большой вклад в победу «Коалиции за европейскую Черногорию» на выборах, и заслужили место в правительстве. В ответ на это Ранко Кривокапич заявил, что Социал-демократическая партия прекращает поддержку правительства, но не будет добиваться его отставки до тех пор, пока Черногория не получит приглашения в НАТО, чтобы не замедлить процесс присоединения страны к Североатлантическому договору. Мило Джуканович со своей стороны пообещал, что проведёт в парламенте голосование по доверию правительству, как только Черногорию пригласят в НАТО.
19 декабря 2015 года Мило Джуканович призвал провести в январе 2016 года голосование по доверию правительству. Обсуждение в Скупщине вотума доверия правительству продолжалось три дня до 27 января 2016 года. В этот день состоялось голосование, в ходе которого правительство Джукановича получило вотум доверия (его поддержали 42 депутата). В ходе обсуждения бывшие коалиционные партнёры обвиняли друг друга в коррупции и фальсификации выборов. Чтобы получить необходимые голоса, Мило Джуканович заключил соглашение с партией «Позитивная Черногория», предоставив ей право назначить ряд министров правительства. «Позитивная Черногория» объяснила своё решение войти в правительство стремлением обеспечить справедливость и прозрачность будущих выборов в парламент.
В декабре 2015 года лидеры парламентских партий начали политический диалог по предложению председателя Скупщины Ранко Кривокапича с целью преодолеть политический кризис и создать условия для проведения заслуживающих доверия выборов. Через несколько месяцев переговоров 26 апреля 2016 года партии правительственной коалиции: ДПСЧ, «БП», «СДЧ» — и оппозиционные партии: СДПЧ, «ДЕМОС», «ОРД» — подписали Соглашение о создании условий для свободных и справедливых выборов. Ключевыми условиями соглашения стали отставка директора и редакторской коллегии общественной телерадиокомпании, отставка председателя Скупщины, предоставление оппозиционным партиям пяти министерских портфелей (должностей министра финансов, министра внутренних дел, министра труда и социальной защиты, министра сельского хозяйства и заместителя премьер-министра), а также должностей в управляющих советах 16 государственных институтов и 6 государственных предприятий.
19 мая 2016 года Скупщина Черногории отправила в отставку своего председателя Ранко Кривокапича, приняла закон, выражающий основные положения подписанного Соглашения, большинством в 49 голосов из 81 и утвердила состав нового правительства. Главой министерства внутренних дел, ответственного за регистрацию избирателей, стал Горан Данилович. Две оппозиционные партии: СНПЧ и «ДФ» — не поддержали соглашение и не получили возможности участвовать в новом правительстве. Партия «Позитивная Черногория», поддержавшая Соглашение, также не получила должностей в правительстве по оппозиционной квоте, так как другие партии от оппозиции признали «Позитивную Черногорию» проправительственной силой после её голосования в поддержку правительства Джукановича 27 января 2016 года. Лидер «Позитивной Черногории» Дарко Пайович назвал это решение несоответствующим духу соглашения, которое должно охватывать как можно больше политических сил. Впоследствии Дарко Пайович был избран председателем Скупщины 1 июня 2016 года. За него проголосовали 42 депутата.
В конце июля 2016 года в парламенте рассматривалось акционерное соглашение между правительством Черногории и итальянской компанией «A2A» об управлении черногорской энергетической монополией «Elektroprivreda Crne Gore». По мнению оппозиционных партий, соглашение противоречило национальным интересам страны, поэтому они предложили принять поправки к документу или отложить его рассмотрение до избрания нового парламента. Однако 30 июля парламент одобрил соглашение голосами депутатов правящей коалиции. В ответ на это «Объединённое реформистское действие» приняло решение покинуть правительство. Две другие оппозиционные партии, получившие квоту в правительстве, обвинили Мило Джукановича в нарушении Соглашения о создании условий для свободных и справедливых выборов, однако сохранили за собой посты в правительстве, чтобы иметь возможность пресекать нарушения на предстоящих выборах. 25 августа министры, назначенные по квоте «ОРД», в том числе вице-премьер-министр Милорад Вуйович, объявили о своём решении остаться в правительстве. По их словам, на этом решении настаивали две партии, оставшиеся в правительстве, при этом «ОРД» не требовало их отставки.

## Кампания
Три левоцентристских оппозиционных партии: «Объединённое реформистское действие», «ДЕМОС» и СНПЧ — договорились о создании коалиции под названием «Большая коалиция — Ключ» для участия в выборах. Несмотря на то, что участники коалиции придерживаются разных взглядов относительно членства Черногории в Организации Североатлантического договора, они договорились не поднимать этот вопрос, сосредоточившись на оппонировании правительству по вопросам экономики и верховенства права. Лидером коалиции стал Миодраг Лекич.
8 сентября 2016 года правящая Демократическая партия социалистов приняла решение участвовать в выборах в одиночку без формирования избирательных блоков с другими партиями. Однако в предвыборный список ДПСЧ вошли два представителя Либеральной партии.
20 сентября 2016 года три партии, представляющие албанское меньшинство: «Албанская альтернатива», «Новая демократическая сила - FORCA» и «Демократический союз албанцев», — объединились в предвыборную коалицию, надеясь получить совместно на предстоящих выборах больше мест в Скупщине, чем по отдельности на прошлых выборах.
20 сентября завершился срок, в течение которого партии могли собирать подписи избирателей в свою поддержку. Четырнадцать партий и три предвыборные коалиции предоставили необходимое количество подписей в избирательную комиссию и были зарегистрированы.

### Участники
| №  | Название списка                                                        | Лидер              | Примечание |
| -- | ---------------------------------------------------------------------- | ------------------ | ---------- |
| 1  | Албанцы определяются — FORCA, ДСА, АА                                  | Генци Ниманбегу    | M          |
| 2  | СДПЧ — Ранко Кривокапич — Страна для каждого!                          | Ранко Кривокапич   |            |
| 3  | Албанская коалиция с одной целью — ДП, ДЛЧ, ГИ, Перспектива            | Гзим Хайдинага     | M          |
| 4  | Альтернативная Черногория                                              | Веско Пейак        |            |
| 5  | Позитивная Черногория — Дарко Пайович — Потому что мы любим Черногорию | Дарко Пайовичем    |            |
| 6  | Сохранить темп! — ДПСЧ — Мило Джуканович                               | Мило Джуканович    |            |
| 7  | Хорватская гражданская инициатива — ХГИ от сердца                      | Адриан Вуксанович  | M          |
| 8  | М-р Алекса Бечич — ДЧ — Победы, а не разделения                        | Алекса Бечич       |            |
| 9  | Ключ — ОРД, ДЕМОС и СНПЧ — Лучшее для Черногории!                      | Миодраг Лекич      |            |
| 10 | Сербская партия — проф. д-р Милован Живкович                           | Милован Живкович   |            |
| 11 | Партия за пенсионеров, инвалидов и социальную справедливость           | Смайо Шаботич      |            |
| 12 | Список демократического союза албанцев                                 | Никола Цамай       | M          |
| 13 | Демократический фронт — Либо мы, либо он                               | Андрия Мандич      |            |
| 14 | Боснякская партия — Рафет Хусович — Наша сила                          | Эрвин Ибрагимович  | M          |
| 15 | Боснякское демократическое сообщество в Черногории — Хазбия Калач      | Хазбия Калач       | M          |
| 16 | СДЧ — Последовательно                                                  | Иван Брайович      |            |
| 17 | ПСР — Черногория в надёжных руках                                      | Александар Янкович |            |

M — список национального меньшинства

## Социологические опросы
| Агентство   | Дата                     | Источник                                            | ДПСЧ    | СДПЧ    | БП     | ДФ      | СНПЧ    | ПЧ     | ДЕМОС           | ОРД             | ДЧ              | СДЧ             | Другие |
| Выборы 2012 | 14 октября 2012          | Архивная копия от 29 января 2016 на Wayback Machine | 46,33 % | 46,33 % | 4,24 % | 23,18 % | 11,23 % | 8,37 % | Не существовали | Не существовали | Не существовали | Не существовали | 6,65 % |
| Ipsos       | 5 мая 2015               | Архивная копия от 4 марта 2016 на Wayback Machine   | 42 %    | 3 %     | 3 %    | 7 %     | 7 %     | 2,9 %  | 16 %            | 5 %             | 7 %             |                 | 7,1 %  |
| DAMAR       | 1-6 сентября 2015        | Архивная копия от 4 марта 2016 на Wayback Machine   | 40,3 %  | 3,8 %   | 5 %    | 9,4 %   | 6,9 %   | 3,6 %  | 10,2 %          | 3,5 %           | 10,1 %          | 2,4 %           | 4,8 %  |
| Ipsos       | 8-16 октября 2015        | Архивная копия от 4 марта 2016 на Wayback Machine   | 45 %    | 4 %     | 3 %    | 8 %     | 7 %     | 1 %    | 13 %            | 7 %             | 6 %             | 1 %             | 5 %    |
| CEDEM       | 30 октября-8 ноября 2015 | Архивная копия от 4 марта 2016 на Wayback Machine   | 45,1 %  | 4,6 %   | 3,3 %  | 8,7 %   | 9,1 %   | 1,8 %  | 10,2 %          | 4,2 %           | 6,7 %           | 2,5 %           | 3,8 %  |
| DAMAR       | 14-19 ноября 2015        | Архивная копия от 4 марта 2016 на Wayback Machine   | 41,7 %  | 4 %     | 4,5 %  | 11,5 %  | 6,4 %   | 3 %    | 11,4 %          | 4 %             | 7,4 %           | 2,4 %           | 3,7 %  |
| Ipsos       | 9-18 декабря 2015        | Архивная копия от 4 марта 2016 на Wayback Machine   | 45 %    | 4 %     | 2 %    | 8 %     | 6 %     | 2 %    | 13 %            | 8 %             | 6 %             |                 | 6 %    |
| CEDEM       | 8-21 июня 2016           | Архивная копия от 28 июня 2016 на Wayback Machine   | 43,1 %  | 4,2 %   | 3,8 %  | 11,1 %  | 8,8 %   | 2,2 %  | 10,3 %          | 4,1 %           | 7,2 %           | 2,4 %           | 2,8 %  |

## Результаты
| Партия                                                       | Голосов | %     | Мест | Изменения |
| ------------------------------------------------------------ | ------- | ----- | ---- | --------- |
| Демократическая партия социалистов Черногории                | 158 301 | 41,42 | 36   | ▲5        |
| Демократический фронт                                        | 77 491  | 20,27 | 18   | ▼2        |
| Ключ                                                         | 42 271  | 11,06 | 9    | ▬0        |
| Демократическая Черногория                                   | 38 183  | 9,99  | 8    | новая     |
| Социал-демократическая партия Черногории                     | 19 997  | 5,23  | 4    | ▼2        |
| Социал-демократы Черногории                                  | 12 447  | 3,26  | 2    | новая     |
| Партия босняков                                              | 12 236  | 3,20  | 2    | ▼1        |
| Позитивная Черногория                                        | 5058    | 1,32  | 0    | ▼7        |
| Албанцы определяются                                         | 4839    | 1,27  | 1    | ▬0        |
| Албанская коалиция                                           | 3388    | 0,89  | 0    | ▬0        |
| Хорватская гражданская инициатива                            | 1801    | 0,47  | 1    | ▬0        |
| Демократический албанский альянс                             | 1542    | 0,40  | 0    | новая     |
| Сербская партия                                              | 1210    | 0,32  | 0    | новая     |
| Боснякское демократическое сообщество в Черногории           | 1140    | 0,30  | 0    | новая     |
| Альтернативная Черногория                                    | 877     | 0,23  | 0    | новая     |
| Партия за пенсионеров, инвалидов и социальную справедливость | 774     | 0,20  | 0    | ▬0        |
| Партия сербских радикалов                                    | 690     | 0,18  | 0    | 0         |
| Бланков испорчено                                            | 5519    | -     | -    | -         |
| Всего                                                        | 387 764 | 100   | 81   | 0         |
| Избирателей зарегистрировано/явка                            | 528 817 | 73,33 | -    | -         |
| Source: DIK                                                  |         |       |      |           |

| Процентов голосов | Процентов голосов | Процентов голосов | Процентов голосов | Процентов голосов |
| ----------------- | ----------------- | ----------------- | ----------------- | ----------------- |
| ДПСЧ              |                   |                   | 41.42 %           |                   |
| ДемФронт          |                   |                   | 20.27 %           |                   |
| Ключ              |                   |                   | 11.06 %           |                   |
| ДЧ                |                   |                   | 9.99 %            |                   |
| СДПЧ              |                   |                   | 5.23 %            |                   |
| СДЧ               |                   |                   | 3.26 %            |                   |
| Босняки           |                   |                   | 3.20 %            |                   |
| Прочие            |                   |                   | 5.57 %            |                   |

## Наблюдатели
17 октября объединённая миссия, состоящая из наблюдателей от БДИПЧ ОБСЕ, ПА ОБСЕ и ПАСЕ, опубликовала предварительное заключение о парламентских выборах в Черногории. Миссия пришла к выводу о том, что выборы были конкурентными и прошли с соблюдением основных прав и свобод. Избирательная кампания характеризовалась отсутствием внятных политических альтернатив, за исключением предложений о внешнеполитической ориентации, и концентрировалась больше на персонализированных атаках. Избирательная администрация соблюдала установленные законом сроки, однако профессиональная подготовка членов избирательных комиссий остаётся недостаточной. День выборов проходил в спокойной обстановке с небольшим количеством случаев процедурных нарушений. Подсчёт голосов и подведение итогов были оценены наблюдателями в целом положительно за исключением небольшого количества участков.

## Итоги и последствия
2 ноября 2016 года было сообщено что радикально и умеренно оппозиционные партии Черногории (четыре оппозиционные партии совокупно получили 39 из 81 места в скупщине) приняли решение об отказе от участия в работе нового состава Скупщины республики.
В середине февраля 2017 года оппозиционный «Демократический фронт» призвал всех оппозиционеров республики усилить бойкот работы Скупщины акциями протеста. Оппозиция, в частности, указывала, что в атмосфере попытки государственного переворота, имевшей место в день голосования, согласно заявлениям властей и Специальной прокуратуры, «выборы не могли быть проведены должны образом», а потому новый созыв парламента нелегитимен.